# نشانه وسترمارک
نشانهٔ وسترمارک (انگلیسی: Westermark sign) یک نشانهٔ بالینی در رادیوگرافی قفسه سینه است که در تشخیص آمبولی ریه کاربرد دارد و به صورت یک ناحیهٔ کم‌خون یا هیپوولمیک (که منجر به روی هم خوابیدن دیوارهٔ یک رگ می‌شود) در ناحیهٔ دیستال آمبولی تعریف می‌شود. باید توجه داشت که رادیوگرافی قفسه سینه در بیشتر بیماران مبتلا به آمبولی طبیعی است و نشانهٔ وسترمارک تنها در ۲٪ از این بیماران یافت می‌شود.
نشانهٔ وسترمارک در اصل، نوعی نشانه رادیوگرافیک از نقص پُرشدگی رگ است که در آرتریوگرام ریوی با سی‌تی اسکن بهتر دیده می‌شود.
علامت از ترکیبی از موارد زیر حاصل می‌شود:
- اتساع شریان‌های ریوی پروگزیمال به آمبولی و
- کلاپس عروق دیستال به آمبولی که باعث ایجاد ظاهر بریدگی ناگهانی در رادیوگرافی قفسه سینه می‌شود.

نشانهٔ وسترمارک همچون برآمدگی همپتون (یک تودهٔ گوه‌ای شکل و سوار بر پلور مرتبط با انفارکتوس ریه) حساسیت کم (۱۱٪) و ویژگی بالایی (۹۲٪) در تشخیص آمبولی ریه دارد. به بیان ساده‌تر، نشانهٔ وسترمارک به ندرت در آمبولی ریه دیده می‌شود. هنگامی که در عکس قفسه سینه قابل مشاهده شود، ارزش پیش‌بینی مثبت آن تنها ۳۸٪ است؛ یعنی در ۳۸ درصد از مواقعی که نشانهٔ وسترمارک در اشعه ایکس قفسه سینه دیده می‌شود، آمبولی ریه واقعاً وجود دارد.
نشانهٔ وسترمارک نامش را از  ملوان و پزشک سوئدی نیلس وسترمارک می گیرد که نخستین بار آن را شرح دارد.